# Frank-Thomas Seyfarth
Frank-Thomas Seyfarth (* 8. Dezember 1952 in Gera) ist ein ehemaliger deutscher Badmintonspieler.

## Werdegang
Das Spiel mit dem Federball erlernte er in seiner Geburtsstadt beim dortigen Verein Lok Gera. Bis ins Juniorenalter konnte er keine einzige Medaille bei DDR-Meisterschaften erkämpfen – erst nach seinem Wechsel zu Fortschritt Tröbitz begann seine Erfolgsserie. Gleich im Jahr des Wechsels belegte er den Silberrang mit dem Tröbitzer Team in der DDR-Oberliga. Am Ende der Saison erspielte er sich zwei weitere Silbermedaillen bei den DDR-Studentenmeisterschaften. In den folgenden zwei Jahren gab es erneut Silber mit der Mannschaft. Die DDR-Studentenmeisterschaften 1979 erwiesen sich einmal mehr als gutes Pflaster für Frank-Thomas Seyfarth: Er kämpfte sich bis auf den obersten Podestplatz sowohl im Herreneinzel als auch im Herrendoppel. 1980 folgten auch die ersten Medaillen bei den DDR-Einzelmeisterschaften – und das nicht zu knapp: In allen drei Disziplinen wurde er Dritter. In den nächsten Jahren hatte er regelrecht ein Abonnement auf den Bronzerang – sechs weitere dritte Plätze folgten, gepaart mit zwei Silbermedaillen im Herrendoppel.
1984 krönte er seine sportliche Laufbahn mit dem Gewinn des Herrendoppeltitels gemeinsam mit Jens Scheithauer vor heimischem Publikum in der Tröbitzer Glückauf-Sporthalle. 1987 verließ er den Tröbitzer Verein wieder, um sportlich weiter in seiner Geburtsstadt zu wirken.
Frank-Thomas Seyfarth lebt noch heute in Gera und engagiert sich weiterhin sportlich vor allem im Jugendbereich als Trainer. Er betätigt sich zudem politisch für die FDP und ist Vorstandsmitglied des FDP-Kreisverbandes Gera und Mitglied des Geraer Stadtrats.

## Sportliche Erfolge
| Veranstaltung                  | Saison    | Disziplin    | Platz | Name |
| ------------------------------ | --------- | ------------ | ----- | --- |
| DDR-Studentenmeisterschaft     | 1976/1977 | Herrendoppel | 2     | Frank-Thomas Seyfarth / Reinhard Schille (FS Maschinenbau Schmalkalden – Fortschritt Tröbitz / TH Magdeburg – Lok Magdeburg)                                                            |
| DDR-Mannschaftsmeisterschaft   | 1976/1977 | Mannschaft   | 2     | Fortschritt Tröbitz (Frank-Thomas Seyfarth, Joachim Schimpke, Roland Riese, Klaus Skobowsky, Harald Richter, Christine Ober, Carmen Ober)                                               |
| DDR-Studentenmeisterschaft     | 1976/1977 | Herreneinzel | 2     | Frank-Thomas Seyfarth (FS Maschinenbau Schmalkalden – Fortschritt Tröbitz) |
| DDR-Mannschaftsmeisterschaft   | 1977/1978 | Mannschaft   | 2     | Fortschritt Tröbitz (Frank-Thomas Seyfarth, Joachim Schimpke, Roland Riese, Klaus Skobowsky, Harald Richter, Christine Ober, Carmen Ober)                                               |
| DDR-Studentenmeisterschaft     | 1978/1979 | Herrendoppel | 1     | Hans-Joachim Frigge / Frank-Thomas Seyfarth (PH Potsdam / IS Schmalkalden – Fortschritt Tröbitz)                                                                                        |
| DDR-Studentenmeisterschaft     | 1978/1979 | Herreneinzel | 1     | Frank-Thomas Seyfarth (IS Schmalkalden – Fortschritt Tröbitz) |
| DDR-Mannschaftsmeisterschaft   | 1978/1979 | Mannschaft   | 2     | Fortschritt Tröbitz (Frank-Thomas Seyfarth, Joachim Schimpke, Roland Riese, Klaus Skobowsky, Harald Richter, Christine Ober, Carmen Ober)                                               |
| DDR-Mannschaftsmeisterschaft   | 1979/1980 | Mannschaft   | 2     | Fortschritt Tröbitz (Frank-Thomas Seyfarth, Joachim Schimpke, Roland Riese, Klaus Skobowsky, Harald Richter, Christine Ober, Carmen Ober)                                               |
| DDR-Einzelmeisterschaft        | 1979/1980 | Herreneinzel | 3     | Frank-Thomas Seyfarth (Fortschritt Tröbitz) |
| DDR-Einzelmeisterschaft        | 1979/1980 | Herrendoppel | 3     | Frank-Thomas Seyfarth / Klaus Skobowsky (Fortschritt Tröbitz) |
| DDR-Einzelmeisterschaft        | 1979/1980 | Mixed        | 3     | Frank-Thomas Seyfarth / Ilona Michalowsky (Fortschritt Tröbitz / Einheit Greifswald) |
| DDR-Einzelmeisterschaft        | 1980/1981 | Herreneinzel | 3     | Frank-Thomas Seyfarth (Fortschritt Tröbitz) |
| DDR-Mannschaftsmeisterschaft   | 1980/1981 | Mannschaft   | 3     | Fortschritt Tröbitz (Frank-Thomas Seyfarth, Joachim Schimpke, Roland Riese, Klaus Skobowsky, Harald Richter, Christine Ober, Carmen Ober)                                               |
| DDR-Mannschaftsmeisterschaft   | 1981/1982 | Mannschaft   | 3     | Fortschritt Tröbitz (Frank-Thomas Seyfarth, Joachim Schimpke, Roland Riese, Klaus Skobowsky, Harald Richter, Christine Ober, Carmen Ober)                                               |
| DDR-Einzelmeisterschaft        | 1981/1982 | Herreneinzel | 3     | Frank-Thomas Seyfarth (Fortschritt Tröbitz) |
| DDR-Einzelmeisterschaft        | 1981/1982 | Mixed        | 3     | Frank-Thomas Seyfarth / Christine Ober (Fortschritt Tröbitz) |
| DDR-Einzelmeisterschaft        | 1981/1982 | Herrendoppel | 2     | Thomas Mundt / Frank-Thomas Seyfarth (Einheit Greifswald / Fortschritt Tröbitz) |
| DDR-Einzelmeisterschaft        | 1982/1983 | Herrendoppel | 2     | Jens Scheithauer / Frank-Thomas Seyfarth (Fortschritt Tröbitz) |
| DDR-Einzelmeisterschaft        | 1982/1983 | Herreneinzel | 3     | Frank-Thomas Seyfarth (Fortschritt Tröbitz) |
| DDR-Mannschaftsmeisterschaft   | 1982/1983 | Mannschaft   | 3     | Fortschritt Tröbitz (Joachim Schimpke, Roland Riese, Frank-Thomas Seyfarth, Thomas Dittrich, Harald Richter, René Born, Christine Ober, Carmen Ober, Annemarie Seemann, Petra Schubert) |
| DDR-Einzelmeisterschaft        | 1983/1984 | Herrendoppel | 1     | Frank-Thomas Seyfarth / Jens Scheithauer (Fortschritt Tröbitz) |
| DDR-Mannschaftsmeisterschaft   | 1983/1984 | Mannschaft   | 3     | Fortschritt Tröbitz (Frank-Thomas Seyfarth, Jens Scheithauer, Joachim Schimpke, Thomas Dittrich, Klaus Skobowsky, Harald Richter, Jörg Deutschmann, Petra Schubert, Andrea Pohling)     |
| DDR-Einzelmeisterschaft        | 1983/1984 | Herreneinzel | 3     | Frank-Thomas Seyfarth (Fortschritt Tröbitz) |
| DDR-Mannschaftsmeisterschaft   | 1984/1985 | Mannschaft   | 3     | Fortschritt Tröbitz (Frank-Thomas Seyfarth, Jens Scheithauer, Joachim Schimpke, Thomas Dittrich, Harald Richter, Petra Schubert, Christine Maertin)                                     |
| DDR-Einzelmeisterschaft        | 1984/1985 | Herreneinzel | 3     | Frank-Thomas Seyfarth (Fortschritt Tröbitz) |
| DDR-Einzelmeisterschaft        | 1984/1985 | Herrendoppel | 3     | Frank-Thomas Seyfarth / Jens Scheithauer (Fortschritt Tröbitz) |
| DDR-Mannschaftsmeisterschaft   | 1985/1986 | Mannschaft   | 2     | Fortschritt Tröbitz (Frank-Thomas Seyfarth, Joachim Schimpke, Jens Scheithauer, Klaus Skobowsky, Petra Schubert, Christine Maertin)                                                     |
| DDR-Einzelmeisterschaft        | 1985/1986 | Herrendoppel | 3     | Frank-Thomas Seyfarth / Jens Scheithauer (Fortschritt Tröbitz) |
| DDR-Einzelmeisterschaft        | 1986/1987 | Herrendoppel | 3     | Frank-Thomas Seyfarth / Holger Wippich (Fortschritt Tröbitz / HSG DHfK Leipzig) |
| DDR-Einzelmeisterschaft        | 1987/1988 | Herrendoppel | 3     | Frank-Thomas Seyfarth / Holger Wippich (Lok Gera / HSG DHfK Leipzig) |
| DDR-Seniorenmeisterschaft AK I | 1988/1989 | Herreneinzel | 1     | Frank-Thomas Seyfarth (Lok Gera) |
| DDR-Seniorenmeisterschaft AK I | 1988/1989 | Herrendoppel | 1     | Frank-Thomas Seyfarth / Manfred Blauhut (Lok Gera / HSG DHfK Leipzig) |